# Liste de points extrêmes de la Jordanie

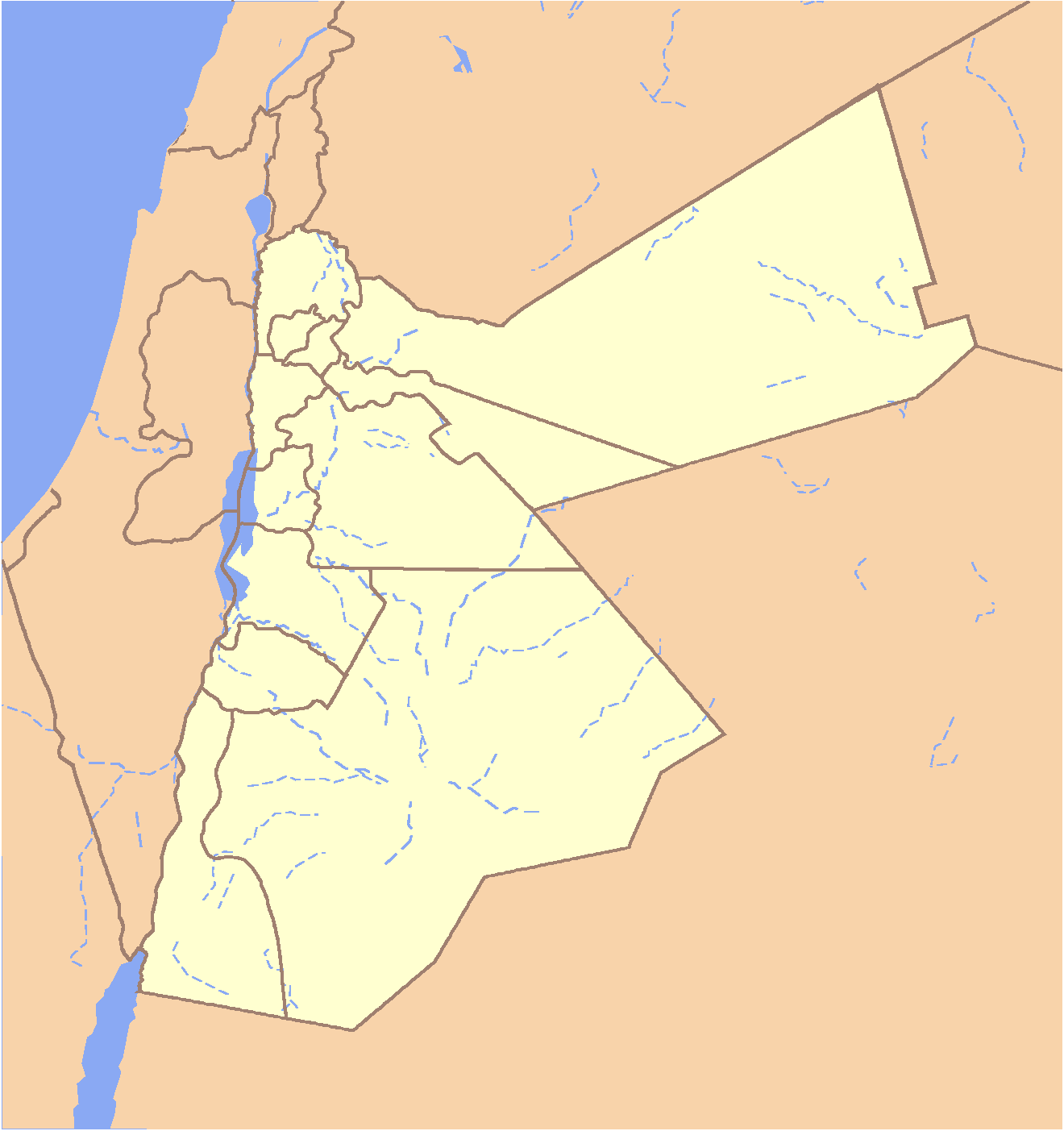
Carte de la Jordanie

Cet article liste les points extrêmes de la Jordanie.

## Latitude et longitude
- Point le plus au nord : tripoint avec la Syrie et l'Irak 33° 22′ N, 38° 47′ E
- Point le plus au sud : frontière avec l'Arabie Saoudite 29° 11′ N, 36° 04′ E
- Point le plus à l'est : frontière avec l'Irak et l'Arabie Saoudite 32° 14′ N, 39° 17′ E
- Point le plus à l'ouest : à proximité d'Aqaba 29° 21′ N, 34° 57′ E

## Altitude
- Point culminant : 1 854 m (Djebel Umm ad Dami)[1]
- Point le plus bas : −429 m (Mer Morte)[1]